# Dentomuricea meteor
Dentomuricea meteor is een zachte koraalsoort uit de familie Plexauridae. De koraalsoort komt uit het geslacht Dentomuricea. Dentomuricea meteor werd in 1977 voor het eerst wetenschappelijk beschreven door Grasshoff. 